# 赤と黒の熱情
『赤と黒の熱情 Passion』（あかとくろのねつじょう パッション）は、1992年4月25日に公開された日本映画。主演：陣内孝則、監督：工藤栄一、脚本：野沢尚。製作・東映東京撮影所、配給：東映
消えた大金とその秘密を握る記憶喪失の女性をめぐり、ひとりのヤクザが巨大組織に立ち向かう、サスペンスの色合いを持った異色のヤクザ映画である。

## ストーリー
ヤクザ・楯夫は、兄貴分の桐島から、組織の資金3億円を奪って消えた文治を探し出し、資金を奪還するとともに、報復として文治を消すことを命じられる。文治は楯夫の親友であり、恋人・沙織の兄でもあったが、組織の掟に逆らうことはできなかった。楯夫は逃亡中の文治を鉄道操車場で探し当てたが、すでに何者かに刺され瀕死の状態だった。文治は「沙織に『夏の学校に行きたかった』と伝えてくれ」という謎の言葉を告げたのち、自分のとどめを刺すことを懇願する。拳銃を持っていた楯夫はそれに従う。偶然その様子を目撃した沙織は半狂乱となる。
6年後。殺人罪で服役したのち刑務所を出所した楯夫は、その足で海沿いの精神病院へ向かう。沙織が事件のショックですべての記憶を失い、精神病院に収容されていることを獄中で知ったためだった。熱心に見舞いを続ける楯夫に対し、医師・阿藤は「彼女の日常を取り戻すためには、本当の過去とは別の作り物の思い出を話してやることが大切だ」と告げる。
かつての兄弟分・研作と再会した楯夫は、ともに桐島の事務所に出向き、3億円のありかをつかめなかったことを詫びる。組織を引き継いだ桐島は不動産業者としての表の顔を獲得し、横浜の裏社会を牛耳っていた。桐島は楯夫に「沙織に会ったか? 何も覚えちゃいないのか?」と何気なくたずねる。楯夫は短く曖昧に返事し、差し出された慰労金を断って事務所を出た。桐島からの金銭の拒否は、楯夫と組織との決別を意味した。
楯夫は沙織の身元を引き受け、自身の故郷・横須賀に連れ帰る。楯夫は、沙織を救う一心で、研作や横須賀の街の人々とともに、沙織の嘘の「思い出」を作り出すことに精を出すが、ある日、沙織は行方をくらませる。沙織の「旧友」を演じていた研作はいたたまれなくなり、桐島のアジトへ出向いて、彼の企みを非難する。桐島のそばには阿藤もいた。
文治殺しを楯夫に命じたのは、沙織に惚れた桐島が、沙織を奪うために楯夫を体よく追放するためだった。文治に瀕死の刺し傷を負わせたのは桐島自身だった。沙織の記憶喪失の原因は兄の死を見たショックに加え、桐島が薬物を教え込んで重い中毒にしたためだった。沙織が6年間精神病院に閉じ込められていたのは、3億円をあきらめ切れない桐島が、ありかを沙織が知っていると見込み、子飼いの阿藤を利用し、別の組織に沙織が狙われることを防ぐためだった。研作はこれらの真相をすべて知っていたが、楯夫にはそのことを知らせないでいたのだった。阿藤は、虚偽記憶の植え付けがかえって本来の記憶を呼び覚ますことを知っていて、わざと楯夫に誤った助言を送っていたことを研作に明かす。
進言によって桐島の怒りを買った研作は、ある夜、桐島の手下たちにナイフで襲われて絶命する。研作の死に接し頭に血が上った楯夫の足はいつの間にか、文治の死に場所である鉄道操車場に向いていた。そこには沙織がいた。沙織は「実は前から何もかも思い出していたの」と明かし、かつて目の前で兄を殺した楯夫に恨みをぶつける。そして吹っ切れたように「3億円の隠し場所を教えてあげるわ」と告げ、横須賀沖の離島の廃墟へ案内する。文治・沙織の故郷であるこの離島の廃墟は、キャンプ場の跡地で、きょうだいが「夏の学校」と呼ぶ思い出の遊び場所だった。廃墟の地面から、3億円とともに文治の遺書が出てきた。遺書を読んだ沙織は、文治が桐島の企みを把握していたことや、すべての罪を楯夫がなすりつけられる算段になっていたことを理解し、誤解を解く。
沙織のそばを銃弾がかすめた。沙織の動きを監視していた桐島たちが現れ、楯夫は拳銃で応戦した。激しい銃撃戦となり、楯夫は多くの銃弾を浴びながら、桐島たちを倒す。ふたりは抱き合い、唇を重ねた。

## キャスト
- 松浦楯夫：陣内孝則
- 矢崎沙織：麻生祐未
- 神津研作：仲村トオル
- 矢崎文治：柳葉敏郎
- ジェイ・ロビンス：マクシミリアン・フォンシュラー
- 岡安りさ子：小河麻衣子
- 岡部：大杉漣
- 中井：塩野谷正幸
- 田口：白石貴綱
- 小野：塩谷庄吾
- 栗山：長岡尚彦

- 河井のどか
- 渡辺真起子
- 新城彰
- 奥山真佐子
- 上根新兵
- 伊藤和重
- 花井京乃助
- 渡辺るみ
- 田島真紀
- 藤東勤
- 山浦栄
- 剱持誠
- 安良岡俊一
- 小池毅司
- NARUKO
- 町田政則
- 細目隆
- ロニー・サンタナ
- 畑山直美
- 浦野真彦
- 松原誠
- 池田薫
- 村越保夫
- 須藤為五郎
- 奥住英明
- 八百原寿子
- 摩子
- 雨宮夏子
- 山本剛
- 野村健司
- 江口尚希

- 阿藤政信：内藤剛志
- 仁村真記子：余貴美子
- 吉田俊郎：室田日出男
- 桐島克則：古尾谷雅人

## スタッフ
- 監督：工藤栄一
- プロデューサー：佐藤和之、角田朝雄
- 脚本：野沢尚
- 音楽：埜邑紀見男
- 音楽プロデューサー：石川光
- 撮影：仙元誠三
- 美術：小澤秀高
- 照明：渡辺三雄
- 録音：林鑛一
- 編集：西東清明
- 記録：竹田宏子
- 助監督：大津是
- 製作担当：山田稔
- 監督助手：中田秀夫、清水浩、宮村敏正、田口仁
- 撮影助手：境哲也、細井淳一、葛西誉二、篠原豪生
- 照明助手：小野晃、牧野千文、青木浩、守利賢一、田渕昌男、井上真吾
- セットデザイン：岡村匡一
- 美術助手：福澤勝広、室岡秀信、高橋洋子
- 撮影効果：南好哲、小沢俊介
- 録音助手：佐原聡、永井重生、飯野大空
- 音楽事務：秋本彰
- 音響効果：原尚
- 音響効果助手：真道正樹
- 編集助手：大園淳二
- ネガ編集：水間正勝
- リーレコ：岡村昭治
- 装飾担当：田畑照政
- 装飾助手：信田眞、柳沢武、山本桂子
- ヘア・メイク：杵渕陽子
- セット付：倉林幸夫
- 装置：浜中一文
- 背景：松下潔
- 電飾：金田孝夫
- 衣裳：大久保富美雄
- 衣裳コーディネーター：青木節子
- ガンエフェクト：納富貴久男、唐沢裕一、今関謙一
- 刺青：霞涼二
- 擬斗：横山稔
- 宣伝：荒井一弥、佐藤一也
- スチール：加藤光男
- 演技事務：福岡康裕
- 製作主任：榊田茂樹
- 製作進行：菊池淳夫、河内隆志
- 企画協力：ジェイ・オフィス
- 現像：東映化学
- 音楽製作：東映音楽出版株式会社
- 協力：東映美術センター、高津装飾美術株式会社、東京美工、BIG SHOT、東京衣裳、エヌケイ特機、インフィニティ、ホリ・オート
- 撮影協力：株式会社ユーイック、CENTRAL HOTEL、京浜急行電鉄株式会社、ハートドゥハートコーポレーション、びわ湖温泉ホテル紅葉、セブンユニフォームショップ横浜店、メイテツマリーナホテル
- 衣裳協力：MAURIZIO BONAS、GALAMOND、セビロシステムズ東京花菱、NICE CLAUP、EDWIN、三崎商事株式会社、FSO
- 美術協力：大阪エッチンググラス株式会社、株式会社ジポン、東京電気株式会社、テック電子株式会社、イタリアン食料品輸入販売エレヴィ、日本ペプシコーラ社、SANYO、アローイント

## 製作

### 脚本
岡田裕介東映東京撮影所所長、佐藤和之プロデューサーと脚本・野沢尚とで打ち合わせを進め、フランク・キャプラ、日活ムードアクション、『関の弥太っぺ』、『心の旅路』などをキーワードに「男の贖罪と愛」をテーマとする方向付けが決まった。野沢の脚本決定稿提出は1992年1月17日。野沢は「東映のヤクザ映画にはほとんど興味がない」と述べている。

## 作品の評価
この年のゴールデンウイーク興行であったが、前年1991年の『本気!』『シャイなあんちくしょう』の二本立ての配収1億5,000万円に続き、本作も配収2億円に届かずと、2年連続で悲惨な状況に追い込まれ、岡田茂東映社長がハラを立て、翌1993年のゴールデンウイーク興行は『仮面ライダーZO』になった。